# Maine Maritime Museum
Le Maine Maritime Museum, anciennement le Bath Marine Museum, propose des expositions sur le patrimoine maritime du Maine, sa culture et le rôle que le Maine a joué dans les activités maritimes régionales et mondiales. Le musée possède une collection vaste et diversifiée, composée de millions de documents, d'artefacts et d'œuvres d'art, et comprend une vaste bibliothèque de recherche.
Le musée est situé sur un front de mer pittoresque et actif sur les rives de la rivière Kennebec et comprend l'historique Percy and Small Shipyard  avec cinq bâtiments originaux du XIXe siècle, la maison d'un propriétaire de chantier naval de l'époque victorienne et la plus grande sculpture de la Nouvelle-Angleterre - une représentation grandeur nature de le plus grand voilier en bois jamais construit, la goélette à six-mâts Wyoming.

## Historique
Histoire
La Marine Research Society de Bath a été fondée en 1962 par sept résidents de Bath, dans le Maine. Les premières années ont vu les fondateurs louer une vitrine en 1964 pour exposer la collection. En 1964, l'une des riches familles de constructeurs navals de Bath, les Sewall, a donné au musée son manoir pour exposer la collection du musée. Il s'appelait Bath Marine Museum jusqu'en 1972, date à laquelle le nom a été officiellement changé en Maine Maritime Museum.
Dans les années 1980, le musée résidait sur deux sites et un ferry  transportait les visiteurs entre les deux sites en 20 minutes. En 1983, le musée a exposé sa collection sur trois sites distincts : Sewall House, le Winter Street Center et l'Apprenticeshop.
En 1989, le musée a déménagé de façon permanente sur un seul campus avec le nouveau bâtiment d'histoire maritime de trois étages à température contrôlée. Englobant l'historique Percy & Small Shipyard, le nouvel emplacement a permis à toutes les fonctions du musée d'être réunies au même endroit pour la première fois dans l'histoire de l'organisation.
En juin 2010, en raison de la crise économique mondiale de 2008, le Portland Harbor Museum  et le Maine Maritime Museum ont fusionné. La collection du musée du port de Portland a été transférée au musée maritime du Maine sur la base que le musée de Bath est une installation à température contrôlée.

## Collection
La collection du musée contient plus de 20.000 objets et des millions de documents et manuscrits rares liés au patrimoine maritime du Maine et à son impact mondial direct, de la préhistoire à nos jours. Au cours des années 1980 et 1990, l'institution a élargi son champ d'action pour inclure l'intégralité de la culture maritime du Maine. Une grande partie de la collection est disponible pour la recherche en ligne.

## Expositions et visites
Les expositions permanentes sur le campus du musée comprennent :
- La William T. Donnell House (en)[8], une maison restaurée de 1892 d'un propriétaire de chantier naval
- Le chantier naval du Maine: Percy & Small and the Great Schooners[9], explorant le seul site de chantier naval américain encore en vie où de grands voiliers en bois ont été construits
- BIW : Building America's Navy [10], produit en collaboration avec Bath Iron Works, l'exposition est un regard high-tech sur les personnes, les processus et les navires de BIW
- Historic Boat Collection, plus de 140 bateaux emblématiques construits dans le Maine ou liés au Maine, d'un rare canoë antique en écorce de bouleau au Friendship Sloop (en) d'Andrew Wyeth.
- Honing the Edge: une rétrospective sur les racines de ce qui est devenu connu sous le nom de "renaissance des bateaux en bois".
- Into the Lantern: A Lighthouse Experience, une réplique à grande échelle de la salle de la lanterne du phare de Cape Elizabeth Two Lights State Park (en) qui permet aux visiteurs de voir sa lentille de Fresnel originale
- Kenneth D. Kramer Blacksmith Shop , un atelier de forgeron en activité évoquant la structure originale de Percy & Small qui se trouvait sur le site qui a été rasé en 1939
- Lobstering & the Maine Coast, un aperçu de l'industrie du homard du Maine

Pendant l'été, la goélette du musée, la Mary E. , est également disponible pour des visites à quai et des sorties à la journée. Lancé à Bath en 1906, le navire est la plus ancienne goélette de pêche construite dans le Maine qui navigue encore. Mary E est la troisième et la plus récente propriété muséale à être ajoutée au registre national des lieux historiques, rejoignant le chantier naval Percy & Small et la maison Donnell.
Le Maine Maritime Museum présente également un certain nombre d'expositions temporaires et tournantes tout au long de l'année  et propose des croisières fluviales et côtières et des visites de phares.
Jusqu'en 2014, la goélette de pêche des Grands Bancs Sherman Zwicker accostait au musée pour des visites chaque été.

## Galerie
|                           |
| Coque de torpille Mark 48 |

|                           |
| Maison Williem T. Donnell |

|                        |
| Mary E devant le musée |